# São Pedro da Serra
São Pedro da Serra este un oraș în Rio Grande do Sul (RS), Brazilia.